# Tristerix aphyllus
Tristerix aphyllus é uma espécie de planta holoparasita do género Tristerix da família Loranthaceae. É endémica do Chile. T. aphyllus é às vezes chamada de "cacto visco". Não deve ser confundida com o cacto visco, que é um cacto epifítico, e não um visco.

## Taxonomia
T. aphyllus foi descrito pela primeira vez por John Miers em 1830 como Loranthus aphyllus mas com a publicação em 1973 de um artigo de Barlow & Wiens, tornou-se Tristerix aphyllus (autor, Tieghem (Tiegh)).